# Happy Valley – In einer kleinen Stadt
Happy Valley – In einer kleinen Stadt ist eine von 2014 bis 2023 ausgestrahlte britische Krimiserie, die von Sally Wainwright entwickelt wurde. Wainwright verantwortete auch das Drehbuch und führte neben Euros Lyn und Tim Fywell Regie. In den Hauptrollen sind Sarah Lancashire und Siobhan Finneran zu sehen.
Die erste Staffel wurde erstmals ab dem 29. April 2014 bei BBC One gesendet. Eine deutschsprachige Erstausstrahlung erfolgte ab dem 16. September 2015 im WDR Fernsehen. Ab dem 9. Februar 2016 lief die zweite Staffel bei BBC. Vom 1. Januar bis zum 5. Februar 2023 wurde die dritte und gleichzeitig letzte Staffel bei BBC One ausgestrahlt.

## Inhalt

### Staffel 1
Catherine Cawood ist Polizistin in West Yorkshire und hat noch immer damit zu tun, den vor acht Jahren nach einer Vergewaltigung verübten Selbstmord ihrer Tochter Becky zu verarbeiten. Sie lebt mit ihrer ehemals alkohol- und heroinabhängigen Schwester Clare zusammen, und gemeinsam versuchen sie, ihren Enkel Ryan großzuziehen, der das Produkt der Vergewaltigung ihrer Tochter war. Weder ihr geschiedener Mann noch der aus dieser Ehe stammende erwachsene Sohn Daniel wollen etwas mit Ryan zu tun haben.
Nun muss sie feststellen, dass Tommy Lee Royce, Vergewaltiger ihrer Tochter und Vater ihres Enkels, aus dem Gefängnis entlassen wurde. Catherine nimmt sich vor, den Mann, der ihr die Tochter und ihrem Enkel die Mutter genommen hat, ein für alle Mal wieder ins Gefängnis zu bekommen, koste es, was es wolle. Dabei weiß sie noch nicht, dass dieser schon wieder in kriminelle Machenschaften verstrickt ist.

## Besetzung und Synchronisation
| Rolle                 | Schauspieler     | Deutscher Sprecher     |
| --------------------- | ---------------- | ---------------------- |
| Sgt. Catherine Cawood | Sarah Lancashire | Sabine Falkenberg      |
| Clare Cartwright      | Siobhan Finneran | Susanne von Medvey     |
| Ann Gallagher         | Charlie Murphy   | Friederike Walke       |
| Tommy Lee Royce       | James Norton     | Jacob Weigert          |
| Nevison Gallagher     | George Costigan  | Rüdiger Joswig         |
| Shafiq Shah           | Shane Zaza       | Nicolás Artajo         |
| Ryan Cawood           | Rhys Connah      | Claude-Albert Heinrich |
| Joyce                 | Ishia Bennison   | Denise Gorzelanny      |

## Produktion
Die Dreharbeiten zur Serie fanden in West Yorkshire statt.

## Veröffentlichung
Im deutschsprachigen Raum erschien die erste Staffel der Serie am 22. Oktober 2015 bei Polyband Medien auf DVD und Blu-ray.

## Episodenliste

### Staffel 1
| Nr. (ges.) | Nr. (St.) | Deutscher Titel            | Originaltitel | Erstausstrahlung UK | Deutschsprachige Erstausstrahlung (D) | Regie            | Drehbuch         |
| ---------- | --------- | -------------------------- | ------------- | ------------------- | ------------------------------------- | ---------------- | ---------------- |
| 1          | 1         | Der Apfel der Versuchung   | Episode 1     | 29. Apr. 2014       | 16. Sep. 2015                         | Euros Lyn        | Sally Wainwright |
| 2          | 2         | Schuld ist unumkehrbar     | Episode 2     | 6. Mai 2014         | 16. Sep. 2015                         | Euros Lyn        | Sally Wainwright |
| 3          | 3         | Ich bin nicht deine Mutter | Episode 3     | 13. Mai 2014        | 23. Sep. 2015                         | Euros Lyn        | Sally Wainwright |
| 4          | 4         | Noch eine Tochter          | Episode 4     | 20. Mai 2014        | 23. Sep. 2015                         | Sally Wainwright | Sally Wainwright |
| 5          | 5         | Gespenster und Phantome    | Episode 5     | 27. Mai 2014        | 30. Sep. 2015                         | Tim Fywell       | Sally Wainwright |
| 6          | 6         | Dame, König, Vater, Sohn   | Episode 6     | 3. Juni 2014        | 30. Sep. 2015                         | Tim Fywell       | Sally Wainwright |

### Staffel 2
| Nr. (ges.) | Nr. (St.) | Deutscher Titel    | Originaltitel | Erstausstrahlung UK | Deutschsprachige Erstausstrahlung (D) | Regie            | Drehbuch         |
| ---------- | --------- | ------------------ | ------------- | ------------------- | ------------------------------------- | ---------------- | ---------------- |
| 7          | 1         | Schafe und Wölfe   | Episode 1     | 9. Feb. 2016        | 2. Dez. 2022                          | Sally Wainwright | Sally Wainwright |
| 8          | 2         | Tiefer Fall        | Episode 2     | 16. Feb. 2016       | 2. Dez. 2022                          | Sally Wainwright | Sally Wainwright |
| 9          | 3         | Brunhilde          | Episode 3     | 23. Feb. 2016       | 2. Dez. 2022                          | Neasa Hardiman   | Sally Wainwright |
| 10         | 4         | Das Geschenk       | Episode 4     | 1. März 2016        | 2. Dez. 2022                          | Neasa Hardiman   | Sally Wainwright |
| 11         | 5         | Der verlorene Sohn | Episode 5     | 8. März 2016        | 2. Dez. 2022                          | Sally Wainwright | Sally Wainwright |
| 12         | 6         | Kein Weg Zurück    | Episode 6     | 15. März 2016       | 2. Dez. 2022                          | Sally Wainwright | Sally Wainwright |

### Staffel 3
| Nr. (ges.) | Nr. (St.) | Deutscher Titel | Originaltitel | Erstausstrahlung UK | Deutschsprachige Erstausstrahlung (D) | Regie                            | Drehbuch         |
| ---------- | --------- | --------------- | ------------- | ------------------- | ------------------------------------- | -------------------------------- | ---------------- |
| 13         | 1         | TBA             | Episode 1     | 1. Jan. 2023        | TBA                                   | Sally Wainwright                 | Sally Wainwright |
| 14         | 2         | TBA             | Episode 2     | 8. Jan. 2023        | TBA                                   | Sally Wainwright                 | Sally Wainwright |
| 15         | 3         | TBA             | Episode 3     | 15. Jan. 2023       | TBA                                   | Patrick Harkins Sally Wainwright | Sally Wainwright |
| 16         | 4         | TBA             | Episode 4     | 22. Jan. 2023       | TBA                                   | Fergus O’Brien                   | Sally Wainwright |
| 17         | 5         | TBA             | Episode 5     | 29. Jan. 2023       | TBA                                   | Fergus O’Brien                   | Sally Wainwright |
| 18         | 6         | TBA             | Episode 6     | 5. Feb. 2023        | TBA                                   | Fergus O’Brien                   | Sally Wainwright |

## Preise
Die Serie wurde bei den British Academy Television Awards 2015 als beste Dramaserie ausgezeichnet.